# ويلفريدو نغرون
ويلفريدو نغرون (بالإنجليزية: Wilfredo Negrón)‏ مواليد 13 نوفمبر 1973 في بورتوريكو، هو ملاكم محترف بورتوريكي يصنف ضمن فئة وزن خفيف الوسط.

## إحصائيات
خاض خلال مسيرته 43 نزالا، فاز في 26 وتعادل في 1 وخسر في 16. فاز بالضربة القاضية في 19 نزالا.

## روابط خارجية
- ويلفريدو نغرون على موقع بوكس ريك (الإنجليزية) (registration required)